# Gerhard Ohneis
Gerhard Ohneis (* 30. November 1937 in München; † 30. Januar 2023) war ein deutscher Rechtsanwalt. Er war von 1996 bis 2004 geschäftsführender Gesellschafter der Münchner Augustiner-Bräu und Präsident des Bayerischen Brauerbundes.

## Leben
Gerhard Ohneis studierte Rechtswissenschaften an der Ludwig-Maximilians-Universität München (LMU). Er war ab 1965 als Rechtsanwalt in München tätig. Im Jahr 1967 wurde er Geschäftsführer des Vereins Münchener Brauereien e.V., der Bezirksstelle München des Bayerischen Brauerbundes e.V. und des Verbandes bayerischer Ausfuhrbrauereien e.V. 1969 wurde er zudem Geschäftsführer der Wirtschaftsvereinigung Münchener Brauereien GmbH. Er war seit dem 1. März 1996 persönlich haftender Gesellschafter der Augustiner Bräu-Wagner K.G. in München. Sein Amt gab er 2004 an Jannik Inselkammer ab.
Gerhard Ohneis war seit 2004 als Seniorpartner in der Rechtsanwaltskanzlei Dr. Hartl & Kollegen tätig.
Neben zahlreichen Engagements in sozialen Projekten war Ohneis Kuratoriumsvorsitzender der Freunde der Bundesgartenschau München 2005. Im Jahr 2005 wurde er gemeinsam mit Susanne Porsche für seine großen Verdienste um die Stadt München, insbesondere auch für sein Engagement für die Bundesgartenschau 2005, mit der Medaille München leuchtet – Den Freunden Münchens in Gold geehrt.
Gerhard Ohneis war verheiratet mit der Münchner Malerin Farida Ohneis.
Er war Mitglied der K.D.St.V. Trifels München im Cartellverband der katholischen deutschen Studentenverbindungen.